# Oskar von Xylander
Oskar Ritter von Xylander (Mainz, 16. siječnja 1856. -  München, 22. svibnja 1940.) je bio njemački general i vojni zapovjednik. Tijekom Prvog svjetskog rata zapovijedao je I. bavarskim korpusom na Zapadnom bojištu.

## Vojna karijera
Oskar von Xylander rođen je 16. siječnja 1856. u Mainzu. Sin je oca Otta von Xylander i majke Rosalie Wagenseil. Xylander je u bavarsku vojsku stupio 1874. godine nakon čega služi u raznim jedinicama bavarske vojske. Od 1885. godine pohađa Bavarsku vojnu akademiju, nakon čega služi u vojnim jedinicama smještenim u Münchenu, kao i u Glavnom stožeru bavarske vojske. Čin pukovnika dostigao je 1904. godine, dok je general bojnikom postao 1906. godine. 
U studenom 1908. godine imenovan je načelnikom Glavnog stožera bavarske vojske koju dužnost je obnašao četiri godine tijekom koje je u ožujku 1910. promaknut u čin general poručnika. Nakon toga postaje zapovjednikom 6. bavarske divizije koja je imala sjedište u Regensburgu. U ožujku 1913. Xylander je unaprijeđen u generala pješaštva, te postaje zapovjednikom I. bavarskog korpusa na čijem čelu dočekuje i početak Prvog svjetskog rata.

## Prvi svjetski rat
Na početku Prvog svjetskog rata I. bavarski korpus nalazio se u sastavu 6. armije kojom je zapovijedao bavarski prijestolonasljednik Rupprecht. Xylander zapovijedajući I. bavarskim korpusom sudjeluje u Bitki u Loreni, te nakon toga u bitkama kod Arrasa i La Basseea.
Tijekom 1916. Xylander i I. bavarski korpus sudjeluju u Verdunskoj bitci u kojoj je Xylanderov korpus pretrpio teške gubitke od preko 15.000 mrtvih. Za zapovijedanje u navedenoj bitci Xylander je 20. kolovoza 1916. odlikovan ordenom Pour le Mérite.
Tijekom 1918. Xyalander s I. bavarskim korpusom sudjeluje u borbama u Champagni. U lipnju 1918. Xylander je prestao biti zapovjednikom I. bavarskog korpusa, te je stavljen u pričuvu. Na mjestu zapovjednika I. bavarskog korpusa zamijenio ga je Nikolaus von Endres.

## Poslije rata
Nakon završetka rata Xylander se umirovio. Preminuo je 22. svibnja 1940. godine u 85. godini života u Münchenu. Bio je oženjen Wilhelminom Jung s kojom je imao tri sina i tri kćeri. 

## Vanjske poveznice
(eng.) Oskar von Xylander na stranici Prussianmachine.com

(njem.) Oskar von Xylander na stranici Deutschland14-18.de  Arhivirana inačica izvorne stranice od 2. travnja 2016. (Wayback Machine)